# پلستاین (آرکانزاس)
فلسطین (به انگلیسی: Palestine) نام یک شهر در ایالت آرکانزاس در ایالات متحده آمریکا است.